# Chaudeyrolles
Chaudeyrolles est une commune française située dans le département de la Haute-Loire en région Auvergne-Rhône-Alpes.

## Géographie

### Localisation
La commune de Chaudeyrolles se trouve dans le département de la Haute-Loire, en région Auvergne-Rhône-Alpes. Elle fait partie de la région naturelle du Velay, une ancienne province française située au sud-est du Massif central.
Elle se situe à 36,65 km par la route du Puy-en-Velay, préfecture du département, et à 20,29 km du Chambon-sur-Lignon, bureau centralisateur du canton du Mézenc dont dépend la commune depuis 2015. La commune fait en outre partie du bassin de vie du Chambon-sur-Lignon.
Les communes les plus proches, les distances étant mesurées entre chefs-lieux de communes à vol d'oiseau, sont : Fay-sur-Lignon (4,4 km), La Rochette (4,8 km), Saint-Clément (4,9 km), Saint-Front (5,6 km), Les Vastres (6,3 km), Les Estables (6,4 km), Borée (6,5 km), et Moudeyres  (8,1 km).
| Saint-Front  | Fay-sur-Lignon | Les Vastres   |
| Moudeyres    | Chaudeyrolles  | Saint-Clément |
| Les Estables |                | La Rochette   |

### Géologie et relief
La commune fait partie du parc naturel régional des Monts d'Ardèche, couvert en grande partie par les monts du Vivarais, que l'on retrouve à l'est du village avec le mont Signon, il est doté, depuis 2014, du label Géoparc mondial attribué par l'UNESCO pour son patrimoine géologique extraordinaire.
En effet, les monts d'Ardèche sont connus pour leur volcanisme, Chaudeyrolles n'y fait pas exception puisqu'il est située sur des roches volcaniques et plus précisément du basalte datant de 8 à 10 millions d'années (époque géologique miocène). Étant situé dans la région du Velay, on y retrouve également des bassins sédimentaires oligocène et quaternaire ainsi qu'un dôme granito-migmatitique développé à la fin du Carbonifère.
Des formations sablo-argileuses à argilo-sableuses et des rivières de pierre sont aussi observables sur le territoire de la commune. À l'ouest du village, on retrouve le plateau de Saint-Front, un pays d’altitude relativement élevée (presque partout supérieure à 1 100 m), formé d'empilements de coulées basaltiques qui sont dans l’ensemble datées de 11 à 7,5 Ma. Par ailleurs, des dépôts phréatomagmatiques sont responsables de la formation des maars de Chaudeyrolles.
La superficie de la commune est de 18,9 km2. L'altitude du territoire varie entre 1 124 m et 1 744 m.

### Hydrographie
Le territoire de Chaudeyrolles est délimité à l'ouest par le Lignon du Velay. De plus, la commune est traversée par deux cours d'eau, le Salin et la rivière du Rimande. On trouve également en son centre les « Narces de Chaudeyrolles », un ancien cratère volcanique ayant fait place à une tourbière.

### Paysages

Paysages de Chaudeyrolles
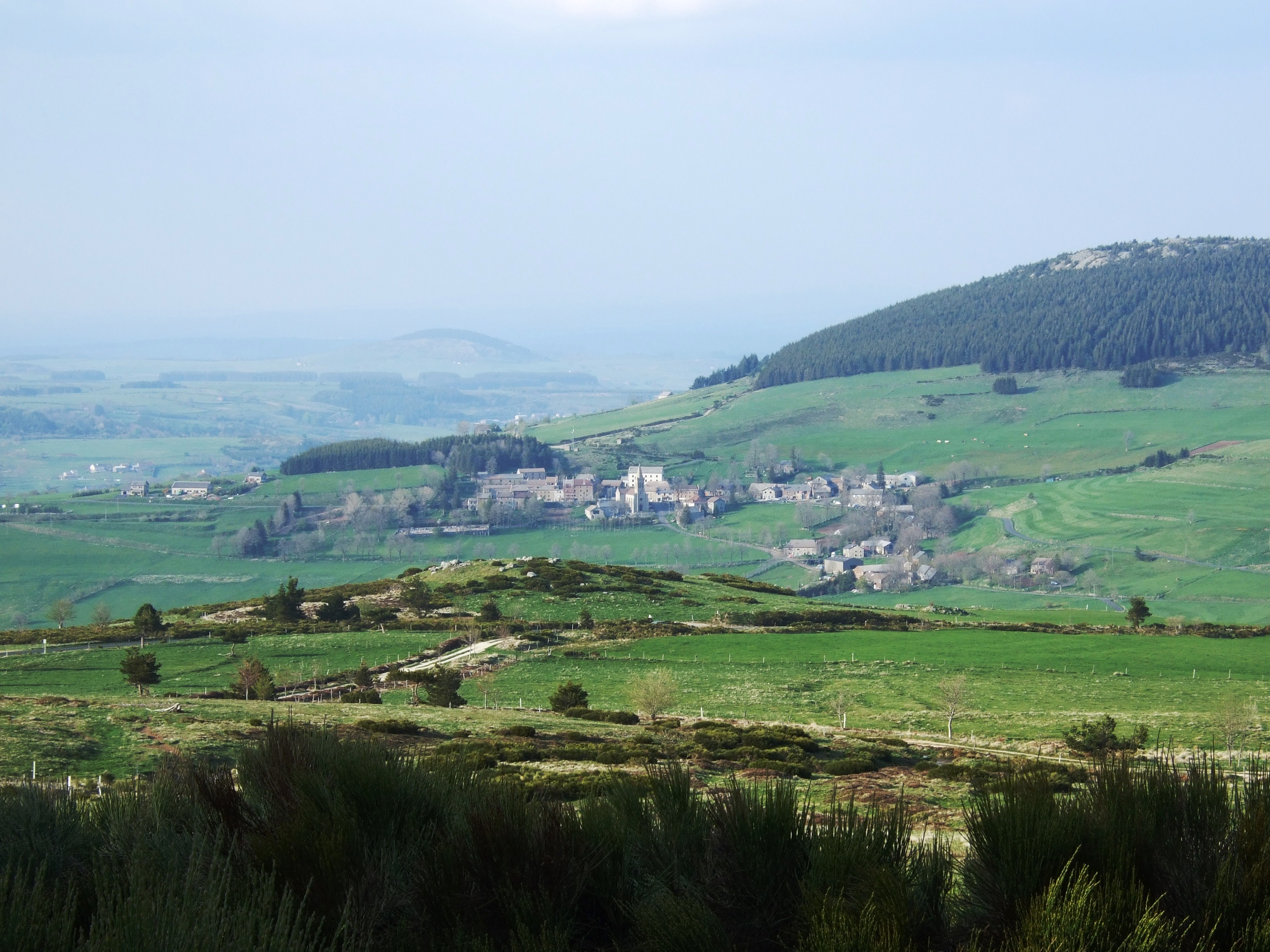
Le village et le mont Signon.
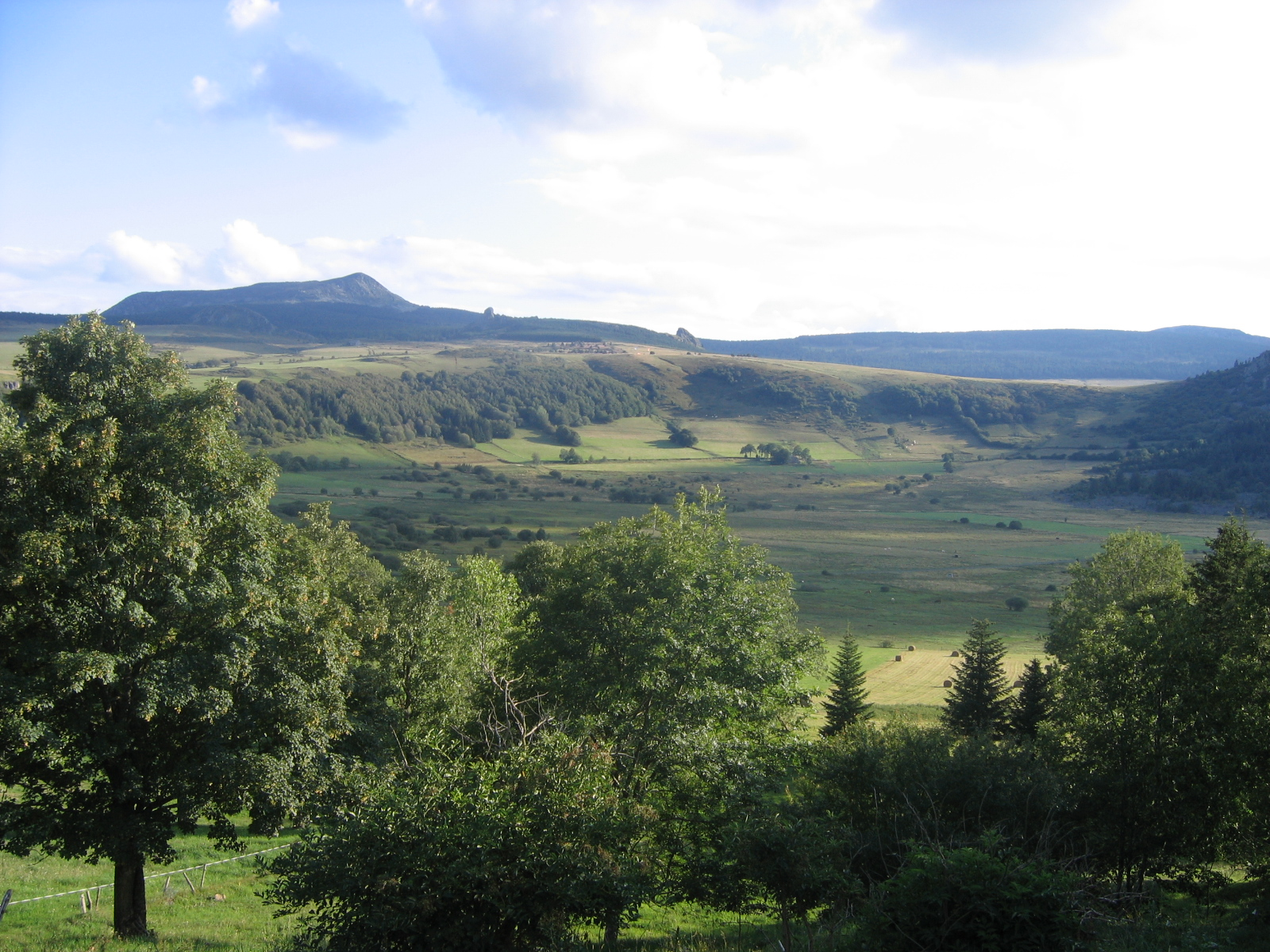
La tourbière des Narces de Chaudeyrolles et le mont Mézenc.
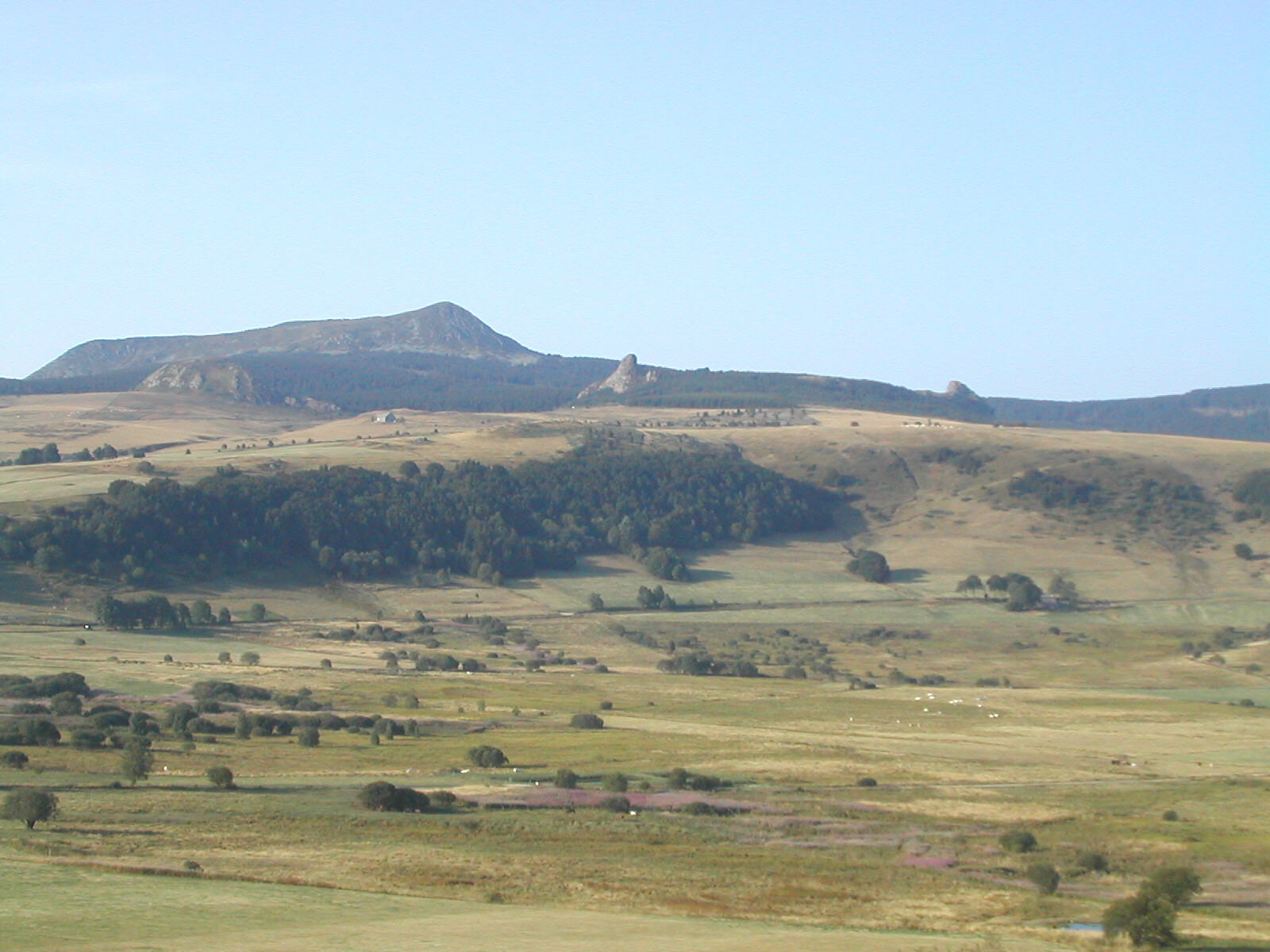
La zone humide des Narces de Chaudeyrolles et le mont Mézenc.
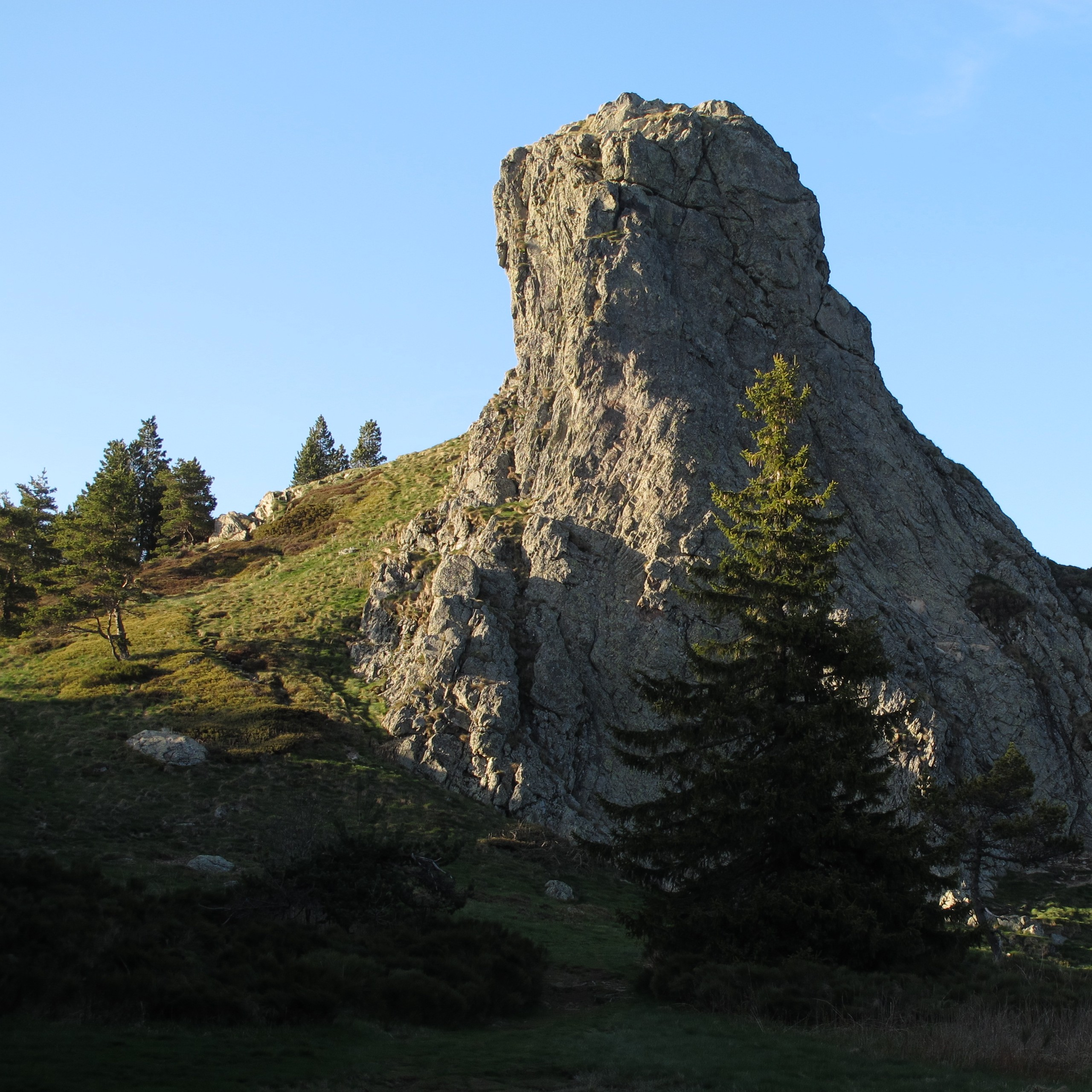
La roche Pointue ou la dent du Diable dans le nord du mont Mézenc.

L'Auvergne-Rhône-Alpes est divisée en neuf unités paysagères, le village de Chaudeyrolles fait partie de l'une d'entre eux, « Les Hautes-Terres »,, il s'agit d'un paysage caractéristique de la région. Relativement plat, ses grands plateaux d'altitude permettent d'observer la grandeur des massifs l'entourant.
Face à ce paysage particulier, les hommes ont dû s'adapter, notamment aux conditions climatiques. On y retrouve donc beaucoup de petites maisons regroupées dans des villages, des potagers abrités par des bouquets de hêtres ou de sorbiers ainsi que des murets pour délimiter les aménagements.
La commune est située sur le mont Mézenc, un sommet montagneux d'origine volcanique situé au sud-est du Massif central. Par ailleurs, elle est la jonction — avec les communes de La Rochette et des Estables — du sommet Nord qui culmine à 1 744 m d'altitude. De ce fait, elle fait partie de la région montagneuse du massif du Mézenc.

### Climat
Pour des articles plus généraux, voir Climat d'Auvergne-Rhône-Alpes et Climat de la Haute-Loire.
En 2010, le climat de la commune est de type climat de montagne, selon une étude du Centre national de la recherche scientifique s'appuyant sur une série de données couvrant la période 1971-2000. En 2020, Météo-France publie une typologie des climats de la France métropolitaine dans laquelle la commune est exposée à un climat de montagne ou de marges de montagne et est dans la région climatique Sud-est du Massif Central, caractérisée par une pluviométrie annuelle de 1 000 à 1 500 mm, minimale en été, maximale en automne.
Pour la période 1971-2000, la température annuelle moyenne est de 6,2 °C, avec une amplitude thermique annuelle de 15,5 °C. Le cumul annuel moyen de précipitations est de 1 094 mm, avec 11,8 jours de précipitations en janvier et 6,9 jours en juillet. Pour la période 1991-2020, la température moyenne annuelle observée sur la station météorologique de Météo-France la plus proche, « Les Estables_sapc », sur la commune des Estables à 6 km à vol d'oiseau, est de 6,9 °C et le cumul annuel moyen de précipitations est de 1 226,7 mm,. Pour l'avenir, les paramètres climatiques de la commune estimés pour 2050 selon différents scénarios d'émission de gaz à effet de serre sont consultables sur un site dédié publié par Météo-France en novembre 2022.

### Milieux naturels et biodiversité
Le réseau Natura 2000 est un réseau écologique européen de sites naturels d’intérêt écologique élaboré à partir des Directives « Habitats » et « Oiseaux ». Ce réseau est constitué de Zones Spéciales de Conservation (ZSC) et de Zones de Protection Spéciale (ZPS). Dans les zones de ce réseau, les États Membres s'engagent à maintenir dans un état de conservation favorable les types d'habitats et d'espèces concernés, par le biais de mesures réglementaires, administratives ou contractuelles. L'objectif est de promouvoir une gestion adaptée des habitats tout en tenant compte des exigences économiques, sociales et culturelles, ainsi que des particularités régionales et locales de chaque État Membre. Les activités humaines ne sont pas interdites, dès lors que celles-ci ne remettent pas en cause significativement l’état de conservation favorable des habitats et des espèces concernés. Les sites Natura 2000 présents sur le territoire communal de Chaudeyrolles sont au nombre de deux : le « Mézenc » et la « Haute Vallée du Lignon ».
L’inventaire des zones naturelles d'intérêt écologique, faunistique et floristique (ZNIEFF) a pour objectif de réaliser une couverture des zones les plus intéressantes sur le plan écologique, essentiellement dans la perspective d’améliorer la connaissance du patrimoine naturel national et de fournir aux différents décideurs un outil d’aide à la prise en compte de l’environnement dans l’aménagement du territoire. Le territoire communal de Chaudeyrolles comprend six ZNIEFF : le « Mont Mézenc », les « sucs et prairies d'altitude du massif du Meyzenc », « Mézenc - Meygal », les « sommets du Mézenc, secteur d'Auvergne », les « Narces de Chaudeyrolles » et la « Haute Vallée du Lignon ».
Plusieurs espaces protégés et gérés sont présents dans la commune, le géoparc mondial de l'UNESCO des Monts d'Ardèche, la réserve biologique dirigée du Mézenc, et le parc naturel régional des Monts d'Ardèche.

## Urbanisme

### Typologie
Au 1er janvier 2024, Chaudeyrolles est catégorisée commune rurale à habitat très dispersé, selon la nouvelle grille communale de densité à sept niveaux définie par l'Insee en 2022.
Elle est située hors unité urbaine et hors attraction des villes,.

### Occupation des sols
L'occupation des sols de la commune, telle qu'elle ressort de la base de données européenne d’occupation biophysique des sols Corine Land Cover (CLC), est marquée par l'importance des territoires agricoles (53,2 % en 2018), en augmentation par rapport à 1990 (46,5 %). La répartition détaillée en 2018 est la suivante : 
prairies (48,3 %), milieux à végétation arbustive et/ou herbacée (25,7 %), forêts (20,8 %), zones agricoles hétérogènes (4,9 %), espaces ouverts, sans ou avec peu de végétation (0,4 %).
L'évolution de l’occupation des sols de la commune et de ses infrastructures peut être observée sur les différentes représentations cartographiques du territoire : la carte de Cassini (XVIIIe siècle), la carte d'état-major (1820-1866) et les cartes ou photos aériennes de l'IGN pour la période actuelle (1950 à aujourd'hui).

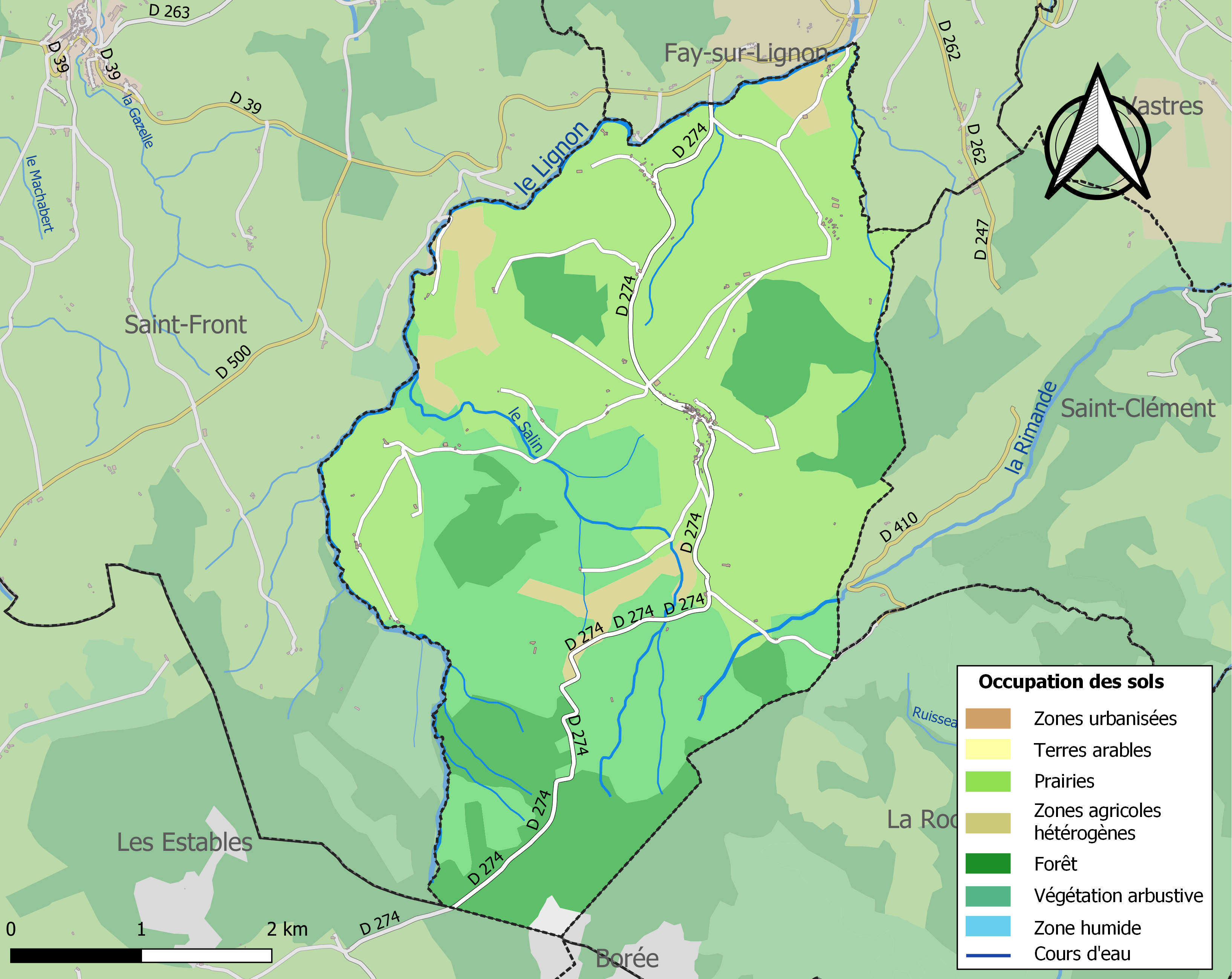
Carte des infrastructures et de l'occupation des sols de la commune en 2018 (CLC).
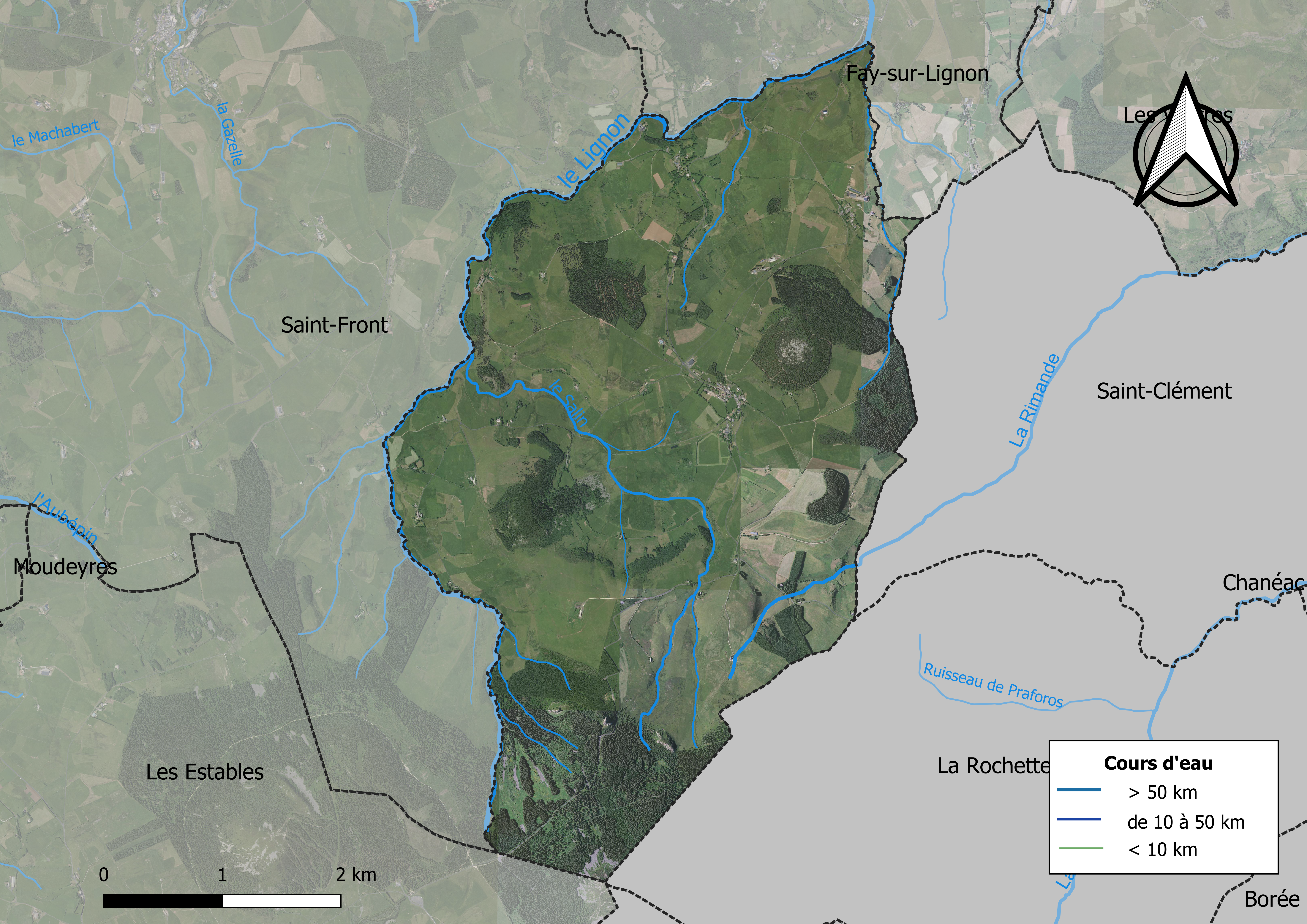
Carte orthophotographique de la commune.

### Habitat et logement
En 2018, le nombre total de logements dans la commune était de 122, alors qu'il était de 117 en 2013 et de 118 en 2008.
Parmi ces logements, 36,6 % étaient des résidences principales, 44,2 % des résidences secondaires et 19,3 % des logements vacants. Ces logements étaient pour 96,9 % d'entre eux des maisons individuelles et pour 3,1 % des appartements.
Le tableau ci-dessous présente la typologie des logements à Chaudeyrolles en 2018 en comparaison avec celle de la Haute-Loire et de la France entière. Une caractéristique marquante du parc de logements est ainsi une proportion de résidences secondaires et logements occasionnels (44,2 %) supérieure à celle du département (16,1 %) et à celle de la France entière (9,7 %). Concernant le statut d'occupation de ces logements, 78,7 % des habitants de la commune sont propriétaires de leur logement (80 % en 2013), contre 70 % pour la Haute-Loire et 57,5 pour la France entière.
| Typologie                                               | Chaudeyrolles | Haute-Loire | France entière |
| ------------------------------------------------------- | ------------- | ----------- | -------------- |
| Résidences principales (en %)                           | 36,6          | 71,5        | 82,1           |
| Résidences secondaires et logements occasionnels (en %) | 44,2          | 16,1        | 9,7            |
| Logements vacants (en %)                                | 19,3          | 12,4        | 8,2            |

### Voies de communication et transports
Au-delà des nombreuses petites routes, la commune est traversée du sud au nord par la départementale 274.
Concernant les transports en commun, aucun arrêt de bus n'est présent dans la commune, le plus proche est celui du Chambon-sur-Lignon traversé par deux lignes du réseau régional. Évidemment, on ne retrouve aucun transport de long trajet dans le village, les plus proches sont la gare du Puy-en-Velay, la gare TGV de Saint-Etienne et l'aéroport Le Puy-en-Velay - Loudes.
Le « tour du Massif Mézenc Gerbier-de-Jonc », un itinéraire labellisé sentier de Grande Randonnée de Pays par la Fédération Française de Randonnée Pédestre, passe dans le village de Chaudeyrolles. Également, le sentier de Grande Randonnée 7 et le sentier de Grande Randonnée 420 traverse le territoire communal.

## Toponymie
Le nom en occitan est Chaudairòlas. Le nom de la commune vient de Caldeiroles, du latin caldariola, signifiant « petite chaudière » , au pluriel, pour désigner probablement une source (Ernest Nègre).

## Histoire
Dans son histoire, le nom de la commune a plusieurs fois changé d'orthographe, passant de « Chaudeirolles » en 1793, à « Chanderjolles » en 1801, pour finalement devenir le « Chaudeyrolles » actuel.
Avant le décret de la division de la France en départements de 1790, Chaudeyrolles fait partie de l'ancienne province française du Languedoc, elle-même comprise dans le pays d'état du Velay.

## Politique et administration

### Découpage territorial
La commune de Chaudeyrolles est membre de la communauté de communes Mézenc-Loire-Meygal, un établissement public de coopération intercommunale (EPCI) à fiscalité propre créé le 27 décembre 2016 dont le siège est à Saint-Julien-Chapteuil. Ce dernier est par ailleurs membre d'autres groupements intercommunaux.
Sur le plan administratif, elle est rattachée à l'arrondissement du Puy-en-Velay, au département de la Haute-Loire, en tant que circonscription administrative de l'État, et à la région Auvergne-Rhône-Alpes.
Sur le plan électoral, elle dépend du canton du Mézenc pour l'élection des conseillers départementaux, depuis le redécoupage cantonal de 2014 entré en vigueur en 2015, et de la première circonscription de la Haute-Loire   pour les élections législatives, depuis le redécoupage électoral de 1986.

### Élections municipales
Le conseil municipal de Chaudeyrolles, commune de moins de 1 000 habitants, est élu au scrutin majoritaire plurinominal avec liste ouverte et panachage. Le maire, à la fois agent de l'État et exécutif de la commune en tant que collectivité territoriale, est élu par le conseil municipal au scrutin secret lors de la première réunion du conseil suivant les élections municipales, pour un mandat de six ans, c'est-à-dire pour la durée du mandat du conseil. Compte tenu de la population communale, le nombre de sièges à pourvoir lors des élections municipales de 2020 est de 11. Les onze conseillers municipaux sont élus au premier tour avec un taux de participation de 64,66 %.

### Chronologie des maires
| Période                                  | Période                         | Identité      | Étiquette | Qualité |
| ---------------------------------------- | ------------------------------- | ------------- | --------- | ------- |
| Les données manquantes sont à compléter. |                                 |               |           |         |
| avant 1981                               | ?                               | Louis Roméas  |           |         |
| mars 2001                                |                                 | Aimé Vigne    | DVD       |         |
| mars 2008                                | mars 2014                       | Odette Arnaud |           |         |
| mars 2014                                | En cours (au 25 septembre 2021) | Joël Devidal  |           |         |

### Finances communales
La commune de Chaudeyrolles est enregistrée au répertoire des entreprises sous le code SIREN 214 300 667. Son activité est enregistrée sous le code APE 84.11Z, correspondant aux administrations publiques générales.
En 2020, le budget communal s'équilibrait à 489 000 € dont 216 000 € en section de fonctionnement et 273 000 € en investissement. La part d'impôts locaux dans les produits de fonctionnement s'établissait à 17,69 %, contre 28,26 % pour la strate de communes équivalente, avec des taux d'imposition fixés à 15,77 % pour la taxe d'habitation (y compris THLV), 9,02 % et 40,38 % pour la taxe foncière sur le bâti et le non-bâti. Par ailleurs l’encours de la dette communale s’établit à 1 312 €/habitant contre 588 €/habitant pour la strate.

## Population et société

### Démographie

#### Évolution démographique
L'évolution du nombre d'habitants est connue à travers les recensements de la population effectués dans la commune depuis 1793. Pour les communes de moins de 10 000 habitants, une enquête de recensement portant sur toute la population est réalisée tous les cinq ans, les populations de référence des années intermédiaires étant quant à elles estimées par interpolation ou extrapolation. Pour la commune, le premier recensement exhaustif entrant dans le cadre du nouveau dispositif a été réalisé en 2004.

En 2022, la commune comptait 128 habitants, en évolution de +26,73 % par rapport à 2016 (Haute-Loire : +0,36 %, France hors Mayotte : +2,11 %).
| 1793 | 1800 | 1806 | 1821 | 1831 | 1836 | 1841 | 1846 | 1851 |
| ---- | ---- | ---- | ---- | ---- | ---- | ---- | ---- | ---- |
| 705  | 499  | 500  | 654  | 704  | 700  | 685  | 703  | 683  |

| 1856 | 1861 | 1866 | 1872 | 1876 | 1881 | 1886 | 1891 | 1896 |
| ---- | ---- | ---- | ---- | ---- | ---- | ---- | ---- | ---- |
| 660  | 694  | 696  | 702  | 710  | 672  | 692  | 671  | 695  |

| 1901 | 1906 | 1911 | 1921 | 1926 | 1931 | 1936 | 1946 | 1954 |
| ---- | ---- | ---- | ---- | ---- | ---- | ---- | ---- | ---- |
| 712  | 702  | 657  | 570  | 507  | 509  | 486  | 494  | 444  |

| 1962 | 1968 | 1975 | 1982 | 1990 | 1999 | 2004 | 2006 | 2009 |
| ---- | ---- | ---- | ---- | ---- | ---- | ---- | ---- | ---- |
| 371  | 306  | 217  | 162  | 110  | 108  | 140  | 140  | 103  |

| 2014 | 2019 | 2022 | - | - | - | - | - | - |
| ---- | ---- | ---- | - | - | - | - | - | - |
| 101  | 118  | 128  | - | - | - | - | - | - |

#### Pyramide des âges
En 2018, le taux de personnes d'un âge inférieur à 30 ans s'élève à 30,5 %, soit en dessous de la moyenne départementale (31 %). À l'inverse, le taux de personnes d'âge supérieur à 60 ans est de 31,3 % la même année, alors qu'il est de 31,1 % au niveau départemental.
En 2018, la commune comptait 66 hommes pour 46 femmes, soit un taux de 58,93 % d'hommes, largement supérieur au taux départemental (49,13 %).
Les pyramides des âges de la commune et du département s'établissent comme suit.
| Hommes | Classe d’âge | Femmes |
| ------ | ------------ | ------ |
| 0,0    | 90 ou +      | 2,1    |
| 10,0   | 75-89 ans    | 14,6   |
| 21,4   | 60-74 ans    | 14,6   |
| 27,1   | 45-59 ans    | 39,6   |
| 5,7    | 30-44 ans    | 6,3    |
| 22,9   | 15-29 ans    | 18,8   |
| 12,9   | 0-14 ans     | 4,2    |

| Hommes | Classe d’âge | Femmes |
| ------ | ------------ | ------ |
| 0,9    | 90 ou +      | 2,5    |
| 8,4    | 75-89 ans    | 11,7   |
| 20,4   | 60-74 ans    | 20,5   |
| 21,3   | 45-59 ans    | 20,3   |
| 16,8   | 30-44 ans    | 16,3   |
| 15,2   | 15-29 ans    | 13,2   |
| 17     | 0-14 ans     | 15,6   |

## Économie

### Emploi
| Division       | 2008  | 2013  | 2018  |
| -------------- | ----- | ----- | ----- |
| Commune        | 0 %   | 3,5 % | 2,6 % |
| Département    | 6,3 % | 7,7 % | 7,7 % |
| France entière | 8,3 % | 10 %  | 10 %  |

En 2018, la population âgée de 15 à 64 ans s'élève à 73 personnes, parmi lesquelles on compte 72,7 % d'actifs (70,1 % ayant un emploi et 2,6 % de chômeurs) et 27,3 % d'inactifs,. Depuis 2008, le taux de chômage communal (au sens du recensement) des 15-64 ans est inférieur à celui de la France et du département.
La commune est hors attraction des villes,. Elle compte 17 emplois en 2018, contre 22 en 2013 et 17 en 2008. Le nombre d'actifs ayant un emploi résidant dans la commune est de 52, soit un indicateur de concentration d'emploi de 32,8 % et un taux d'activité parmi les 15 ans ou plus de 53,3 %.
Sur ces 52 actifs de 15 ans ou plus ayant un emploi, 16 travaillent dans la commune, soit 31 % des habitants. Pour se rendre au travail, 65,5 % des habitants utilisent un véhicule personnel ou de fonction à quatre roues, 5,5 % les transports en commun, 5,4 % s'y rendent en deux-roues, à vélo ou à pied et 23,6 % n'ont pas besoin de transport (travail au domicile).

### Entreprises par secteur d'activité
|                                                                        | Nombre | %      |
| ---------------------------------------------------------------------- | ------ | ------ |
| Ensemble                                                               | 11     | 100 %  |
| Industrie manufacturière, industries extractives et autres             | 3      | 27,3 % |
| Construction                                                           | 1      | 9,1 %  |
| Commerce de gros et de détail, transports, hébergement et restauration | 5      | 45,5 % |
| Autres activités de services                                           | 2      | 18,2 % |

## Lieux et monuments

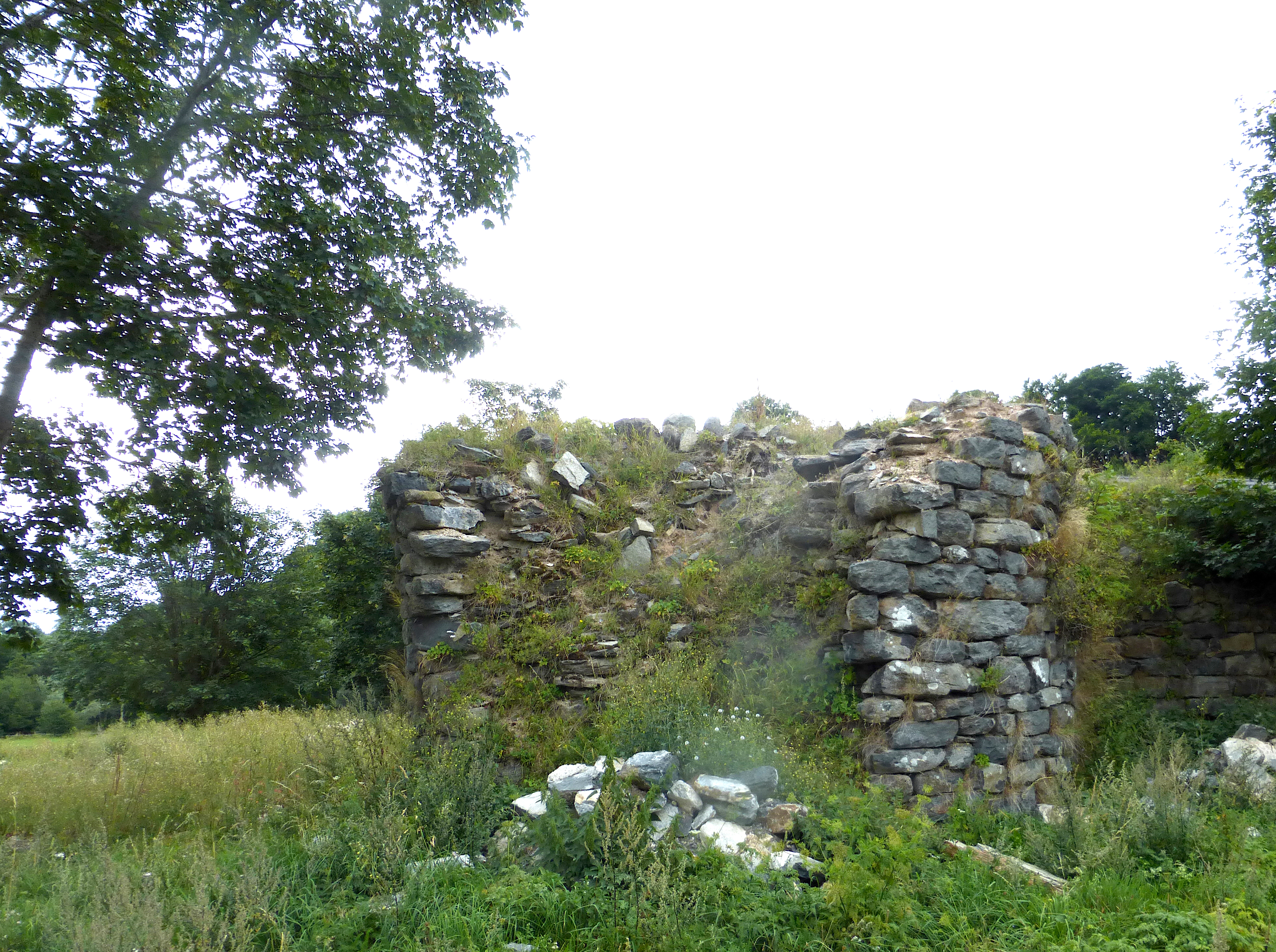
Ruines du Château de la Bastie.

- Col de la Croix de Peccata, plus haut col routier de la Haute-Loire, en limite sud de la commune par la RD 274.
- Ruines du château de la Bastie[49].
- Maison du Fin gras du Mézenc.
- Ancien site du château du Mézenc, au lieu dit Le Chastelas[50]. Le château occupe un dyke volcanique à environ 1 506 m d'altitude. Il a été habité principalement entre la seconde moitié du Xe et la fin du  XIIe siècle, et ensuite ponctuellement jusqu'au XVe siècle. La basse-cour, dont les terrasses sont situées entre 1 470 et 1 490 m, est dominée par son donjon[51].

## Personnalités liées à la commune
- Haroun Tazieff
- Jules Vallès